# Jerzy Salski
Jerzy Salski, ukr. Юрій Сальський (ur. 1915 w Kijowie, zm. 8 lutego 1996 w Ottawie) – kapitan pilot Polskich Sił Powietrznych, emigracyjny pisarz i działacz ukraiński

## Życiorys
Był synem gen. Wołodymyra Salskiego, ministra wojny Rządu Ukraińskiej Republiki Ludowej na Emigracji. W 1936 r. wstąpił do Szkoły Podchorążych Lotnictwa w Dęblinie, którą ukończył na wiosnę 1939 r. ze 173. lokatą. Brał udział w kampanii wrześniowej 1939 r. walczył w składzie 131 eskadry myśliwskiej. 5 września na samolocie PZL P.11 zestrzelił bombowiec niemiecki Heinkel He 111.
Po ukończeniu walk przedostał się do Francji, a stamtąd w 1940 r. do Wielkiej Brytanii. Początkowo służył w 300 dywizjonie bombowym, zaś potem 309 dywizjonie myśliwskim. W końcowym okresie wojny pełnił rolę instruktora lotniczego. Awansował na stopnia kapitana.
W 1948 r. został zdemobilizowany. Od lata 1945 r. był członkiem kierownictwa Związku Żołnierzy Ukraińskich w Polskich Siłach Zbrojnych z siedzibą w Londynie, przekształconego w Związek Samopomocy Ukraińców w Wielkiej Brytanii. W 1951 r. wyemigrował do Kanady, gdzie podjął pracę w ukraińskiej sekcji Radia CBS. W latach 1953–1980 był pracownikiem jednego z departamentów ministerstwa wojny. Jednocześnie działał w emigracyjnych organizacjach ukraińskich, w tym religijnych (m.in. należał do Komitetu Ukraińców Kanadyjskich). Był też autorem prac dotyczących teorii i praktyki lotnictwa wojskowego oraz balistyki, a także operacji gospodarczych. W 1989 r. został dyrektorem archiwum Rządu Ukraińskiej Republiki Ludowej na Emigracji.

## Odznaczenia
- Medal Lotniczy – trzykrotnie[3]